# The Other Side of Down
Sencillos
|nombre          = David Archuleta
| tipo            = álbum
|single 1        = Something 'Bout Love
|single 1 fecha  = 20 de julio de 2010
|single 2       = Elevator
|single 2 fecha  = TBA
|single 3        = The Other Side Of Down
|single 3 fecha  = TBA
|single 4       = Who I Am
|single 4 fecha  = TBA
|single 5       = Look Around
|single 5 fecha  = TBA
}}
The Other Side of Down es el tercer álbum de estudio del cantautor estadounidense David Archuleta. El álbum fue lanzado el 5 de octubre del 2010.

## Adelanto
El álbum fue lanzado el 5 de octubre del 2010, en los Estados Unidos, bajo el sello Jive Records en tres ediciones: edición de un CD estándar solamente, un CD de edición deluxe + DVD y una edición fan exclusiva a la página oficial de David.
La edición Fan no sólo incluirá el lujo CD + DVD de edición, sino también un 4 "por 6 ventanal", cuatro fotos de alta calidad del mismo David en 2 de doble cara 4 "por 6" de fotos, una foto de la rubricada por David, y un brazalete de la amistad álbum exclusivo - todos empacados en un paquete de lujo de 7 "por 7 caja de recuerdos". Pre-ordenar la edición de fanes también recibieron una descarga gratuita en MP3 instantánea del primer sencillo del álbum, Something 'Bout Love y la inscripción instantánea en un concurso para dibujar una cámara HD Flip Video con imágenes de David.

## Lista de canciones[4]
| N.º | Título                        | Escritor(es)                                           | Duración |  |
| 1.  | «The Other Side of Down»      | David Archuleta, Joy Williams, Blair Daly, Jeremy Bose | 3:13     |  |
| 2.  | «Something 'Bout Love»        | Archuleta, Chris DeStefano, Dave Katz, Sam Hollander   | 4:22     |  |
| 3.  | «Elevator»                    | Archuleta, Mike Krompass, Shelly Peiken                | 3:24     |  |
| 4.  | «Stomping the Roses»          | Archuleta, Bryce Avary                                 | 3:01     |  |
| 5.  | «Who I Am»                    | Archuleta, Krompass, Shelly Peiken                     | 3:44     |  |
| 6.  | «Falling Stars»               | Claude Kelly, Emanuel Kiriakou, Jess Cates             | 3:35     |  |
| 7.  | «Parachutes and Airplanes»    | Archuleta, Lindy Robbins, Matt Squire                  | 3:33     |  |
| 8.  | «Look Around»                 | Archuleta, Victoria Horn, Matt Squire                  | 3:26     |  |
| 9.  | «Good Place»                  | Mitch Allan, Archuleta, Peiken                         | 3:25     |  |
| 10. | «Complain»                    | Kelly, Kiriakou, David Hodges                          | 3:24     |  |
| 11. | «Things Are Gonna Get Better» | Archuleta, Danielle Brisebois, Nick Lashley, A. Ander  | 3:14     |  |
| 12. | «My Kind of Perfect»          | Archuleta, Joy Williams, Cindy Brouwer, Jeremy Bose    | 3:37     |  |

Japanese Bonus Track:

| N.º | Título                      | Escritor(es)                              | Duración |  |
| 13. | «Nothing Else Better To Do» | Archuleta, Kiriakou, Merritt, and Robbins | 3:27     |  |

iTunes Bonus Track:

| N.º | Título                                     | Escritor(es)    | Duración |  |
| 13. | «The Day After Tomorrow (iTunes preorden)» | Archuleta, Horn | 3:20     |  |

iTunes Deluxe Version Bonus Content

| N.º | Título                                                    | Escritor(es) | Duración |  |
| 14. | «Photoshoot - Behind the Scenes»                          |              | 4:42     |  |
| 15. | «Something 'Bout Love Music Video - Behind the Scene»     |              | 4:08     |  |
| 16. | «Interview Q&A with David»                                |              | 11:04    |  |
| 17. | «Something 'Bout Love (Music Video)»                      |              | 3:57     |  |
| 18. | «The Day After Tomorrow" (iTunes preorden - bonus track)» |              | 11:04    |  |

Deluxe Edition Bonus DVD

| N.º | Título                                                    | Escritor(es) | Duración |  |
| 1.  | «Photoshoot - Behind the Scenes»                          |              | 4:42     |  |
| 2.  | «Something 'Bout Love Music Video - Behind the Scene»     |              | 4:08     |  |
| 3.  | «Interview Q&A with David»                                |              | 11:04    |  |
| 4.  | «Something 'Bout Love (Music Video)»                      |              | 3:57     |  |
| 5.  | «The Day After Tomorrow" (iTunes preorden - bonus track)» |              |          |  |
| 6.  | «Galería de Fotos»                                        |              |          |  |